# ヴィクトル・ゾロトフ
ヴィクトル・ヴァシリエヴィッチ・ゾロトフ（ロシア語: Ви́ктор Васи́льевич Зо́лотов、1954年1月27日 - ）は、ロシア国家親衛隊（ロスグヴァルディヤ）の局長でロシア連邦安全保障会議のメンバー。
ゾロトフはかつてボリス・エリツィン元大統領、アナトリー・サプチャーク元サンクトペテルブルク市長、現在のロシア大統領ウラジーミル・プーチンのボディーガードを務めた。サブチャークのために働いている間に、ゾロトフはプーチンやサンクトペテルブルクの闇社会の人物と知り合いになった。プーチンのシロヴィキの取り巻きの一人であるゾロトフはプーチンの親友となった後、富と権力を高めていった。ゾロトフ家は疑わしい手段を通じて価値のある土地の区画を得ている。

## 青年期

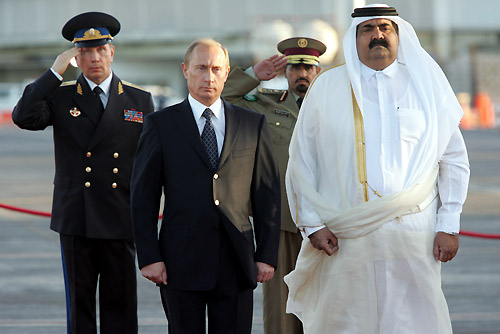
ウラジーミル・プーチン（左手前）とカタール首長のハマド・ビン・ハリーファ・アール＝サーニー（右手前）、ヴィクトル・ゾロトフ（左後ろ）（2007年2月12日、カタール）

ゾロトフは1954年にリャザン州サーソヴォの労働者階級の家庭に生まれ、旋盤工として働いていた。ゾロトフは1975年にKGBのソ連国境軍でキャリアをスタートさせた。

## 警備サービスのキャリア
1991年、ゾロトフはソ連8月クーデターの際のロシア共和国大統領ボリス・エリツィンの「戦車演説」の最中に隣でボディーガードをしていた。ソビエト連邦の崩壊後、ゾロトフは新設されたロシア高官の保護を担う連邦警護庁の一員となった。1990年代にゾロトフはサンクトペテルブルク市長のアナトリー・サブチャークのボディーガードとして雇われた。この仕事で、ゾロトフは当時副市長だったプーチンと出会った。ゾロトフはボクシングと柔道で将来のロシア大統領のスパークリングパートナーとなり、「プーチンが公の場に姿を現す際はいつもゾロトフが彼のすぐ後ろを歩いているのが見かけられた」。
ゾロトフはまた、ローマン・ツェポフが未知の放射性物質で毒殺される前にツェポフの民間警備会社「バルチック・エスコート」で勤務していた。Yuri FelshtinskyとVladimir Pribylovskyによれば、この会社はゾロトフの助言に基づき1992年に設立され、伝えられるところではゾロトフは後にアクティブ・リザーブのメンバーとして同社を監督していたという。この企業は市長のサブチャークと彼の家族及び副市長のプーチンを含むサンクトペテルブルク市の高官を保護した。同社はまた、プーチンの目的のために、貢ぎ物と「黒い現金」 (ロシア語: "черный нал") を収集するための中心的なメカニズムとしても機能した。
亡命したロシア対外情報庁（SVR）高官のセルゲイ・トレチャコフは、ゾロトフとプーチンが任命したロシア連邦警護庁（FSO）長官のエフゲニー・ムロフが、エリツィン政権時に大統領府長官を務めたアレクサンドル・ヴォローシンを殺害する方法について公然と話し合ったと主張した。彼らはまた、「プーチンに野放しの権力を与えるために彼らが暗殺する必要のある政治家とその他の影響力のあるモスクワ市民のリスト」を作成したが、このリストは非常に長かったため、伝えられるところではゾロトフは「多すぎる。我々でさえ殺すのが多すぎる」と述べたとされ、FSOは2万人の部隊を擁し、世界規模の核戦争の際に使用できる「ブラックボックス」の制御を行っていることからこの話を知ったSVR将校を「不安」にさせた。
2000年から2013年まで、ゾロトフはロシア首相を経て大統領となったプーチンの警備責任者兼大統領保安局長を務めた。ゾロトフは黒のサングラスをかけ、真っ黒のスーツを着ていたことから「メン・イン・ブラック」としてロシアで知られている警備職員の指揮を執り、これらの職員達は持ち運び可能なロケットランチャーなどのさまざまな武器を用いている。
ゾロトフはチェチェンの独裁者ラムザン・カディロフの友人である。
2014年5月12日、ゾロトフはロシア国内軍の司令官に任命された。2016年4月5日、旧ロシア国内軍に取って代わるロシア国家親衛隊の最高司令官に任命され、以前の職務から解放された。また、別の大統領令によりロシア連邦安全保障会議のメンバーに指名された。
2018年4月、米国は、ウクライナ問題などのロシア政府による「世界中での悪意ある行動」に対応する措置としてゾロトフを含む24人のロシア人に制裁を科した。
2018年8月、ゾロトフは反腐敗財団の調査対象となり、アレクセイ・ナワリヌイは国家親衛隊の調達契約で少なくとも2900万ドルが盗まれたと主張した。その直後、ナワリヌイは抗議行動に関する法に抵触したとして30日間の禁固刑を言い渡され、ゾロトフは9月11日に動画メッセージを公開し、その中でナワリヌイに決闘を挑み、彼を「美味しくてジューシーなひき肉」にすることを約束した。
2021年3月2日、欧州連合理事会は、ゾロトフに対し「恣意的な逮捕や拘留、特に抗議やデモを暴力的に抑圧することによる平和的な集会や結社の自由の組織的かつ広範な侵害を含むロシアでの重大な人権侵害の責任がある」として一連の制限措置を課した。これらは2021年初頭の親ナワリヌイの抗議デモの抑圧に関連している。
2022年のロシアによるウクライナ侵攻の際、ザ・モスクワ・タイムズは、セルゲイ・ショイグ、イーゴリ・コスチュコフ、ワレリー・ゲラシモフなどの他のシロヴィキの高官と共にゾロトフが2022年3月13日'頃から公の場に姿を見せてないとみなした。
2024年、クルスクに展開する国家親衛隊の視察に訪れ、再びメディアに姿を現した。

## 私生活と資産
政府でのキャリアにもかかわらず、ゾロトフと彼の家族はロシアに約980万米ドル相当の不動産と2270万米ドル相当の価値の可能性がある土地の区画を所有している。組織犯罪と汚職報道プロジェクト（OCCRP）によると、プーチンはゾロトフにソ連崩壊後に国から労働者や年金受給者に遺贈された国有財産を与えたという。労働者達はゾロトフに与えられた財産を騙し取られたと語っている。
ゾロトフの娘のジャンナ・ゾロトワは、モスクワに500平方メートルのアパート（約500万米ドル相当）を所有している。彼女は映画・テレビプロデューサーのユーリ・チェチキンと結婚している。
ゾロトフの息子のラマンは、1000万米ドル相当の不動産を所有している。

## 関連書籍
- Dawisha, Karen (2014). Putin's Kleptocracy: Who Owns Russia?. Simon & Schuster. ISBN 978-1-4767-9519-5